# Aksel Berg
Aksel Ivanovitj Berg (på ryska Аксель Иванович Берг), född den 29 oktober 1893 i Orenburg, död den 9 juni 1979 i Moskva, var en rysk radiotekniker och sovjetisk amiral. 
Han var medlem av Sovjetunionens Vetenskapsakademi. Han var intresserad av elektronik, mikroelektronik och cybernetik. Han var en pionjär inom cybernetik i Sovjetunionen.